# 반금련 (1982년 영화)
"반금련"(潘金蓮, Ban Geum-ryun)은 한국에서 제작된 김기영 감독의 1982년 드라마, 스릴러 영화이다. 강신성일 등이 주연으로 출연하였고 이우석 등이 제작에 참여하였다.

## 출연

### 주연
- 강신성일
- 이화시
- 김영애
- 박암

## 기타
- 조명: 서병수
- 미술: 이명수